# Björn Weikl
Björn Weikl (* 9. Februar 1977 in Düsseldorf) ist ein ehemaliger deutscher Fußballspieler und -trainer. Der Rechtsverteidiger spielte unter anderem für die Sportfreunde Siegen, mit denen er 2005 in die 2. Bundesliga aufstieg.

## Karriere

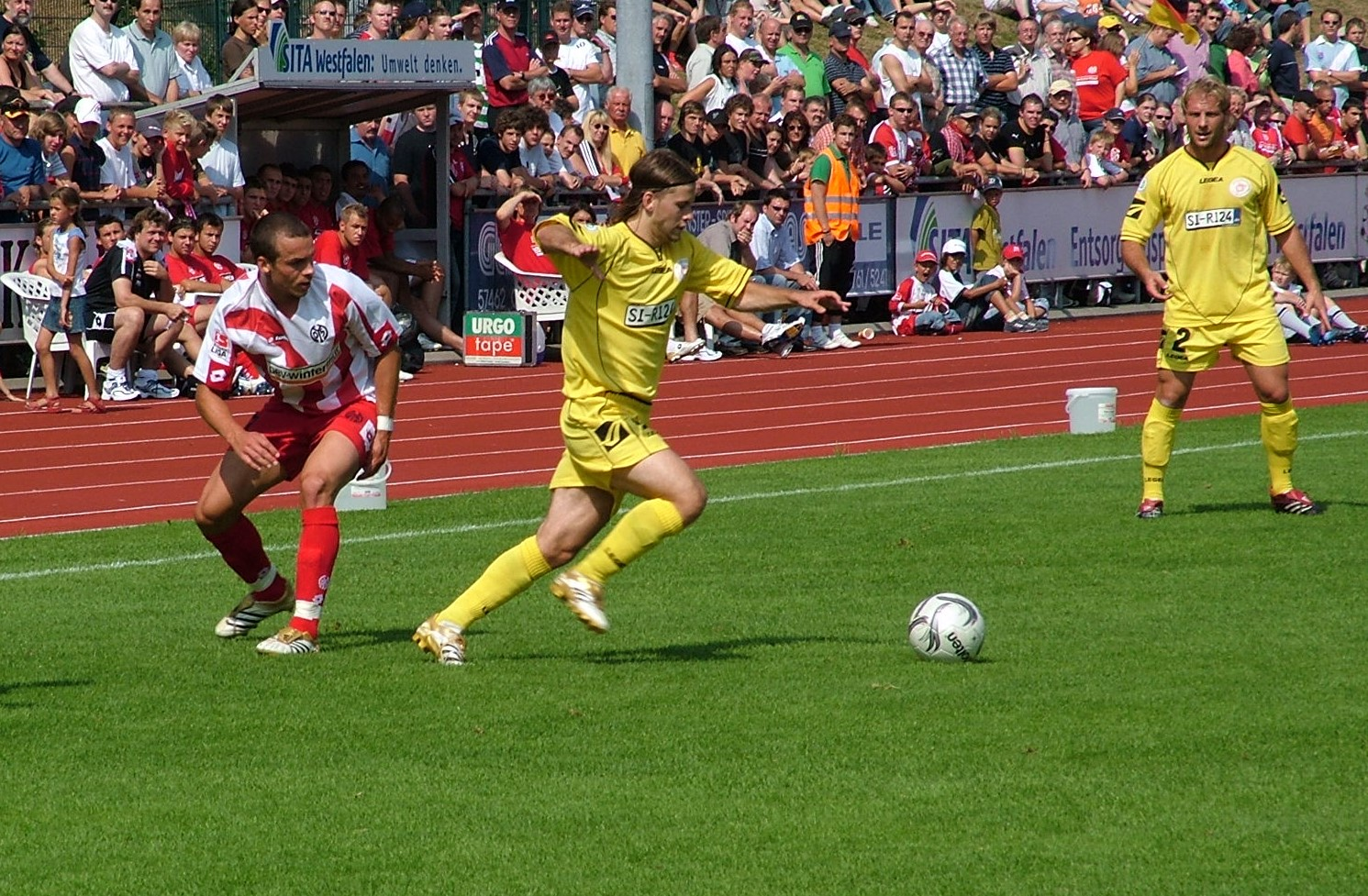
Björn Weikl am rechten Bildrand im Auswärtstrikot der Sportfreunde Siegen, am Ball sein Mitspieler Gaetan Krebs im Duell mit Mainz' Markus Feulner

Weikl begann seine fußballerische Laufbahn beim SC Düsseldorf-West, bevor er in der D-Jugend zu Fortuna Düsseldorf wechselte und dort sämtliche Nachwuchsmannschaften durchlief. Im Herrenbereich spielte er für den FC Zons und TuRU Düsseldorf, ehe er 1999 zu den Amateuren von Fortuna Düsseldorf zurückkehrte. Für die Zweitvertretung absolvierte er bis 2001 insgesamt 51 Ligaspiele (3 Tore), bevor er in die erste Mannschaft aufrückte, in der er bis 2002 29 Mal in der Regionalliga zum Einsatz kam.
Nach dem Abstieg aus der Regionalliga wechselte Weikl im Herbst 2002 zu den Sportfreunden Siegen. Dort entwickelte er sich zu einer festen Größe, bestritt 158 Ligapartien (7 Tore) und feierte 2005 den Aufstieg in die 2. Bundesliga. In dieser spielte er 29 Mal. Außerdem gewann er mit den Sportfreunden 2005 den Westfalenpokal.
Zur Saison 2008/09 wechselte Weikl zum Wuppertaler SV Borussia und übernahm dort sofort das Kapitänsamt. Mit dem Klub spielte er zwei Jahre in der 3. Liga und nach dem Abstieg weitere zwei Jahre in der Regionalliga West (53 Spiele, 5 Tore). Im Jahr 2012, während er sich in Reha befand, übernahm Weikl zudem unter Cheftrainer Hans-Günter Bruns den Posten des Co-Trainers.
Im Sommer 2012 schloss sich Weikl dem FC Triesenberg in Liechtenstein an, wo er als Spielertrainer in der 2. Liga regional (Schweiz) tätig war. Nach einer Saison beendete er seine aktive Laufbahn.

## Erfolge
Sportfreunde Siegen
- Aufstieg in die 2. Bundesliga: 2005
- Westfalenpokal: 2005

## Privates
Im Jahr 2012 ging er mit seiner Familie nach Liechtenstein, weil er als ausgebildeter Tennislehrer eine Anstellung in Aussicht hatte.
Björn Weikl ist der Sohn des ehemaligen Fußballspielers Josef Weikl. 